# Jeannette Rankin

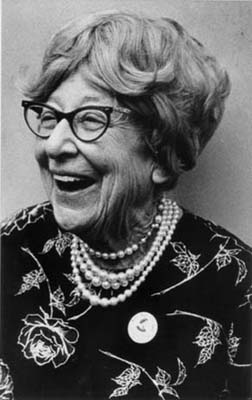
Jeannette Rankin
Im Frühjahr 1973

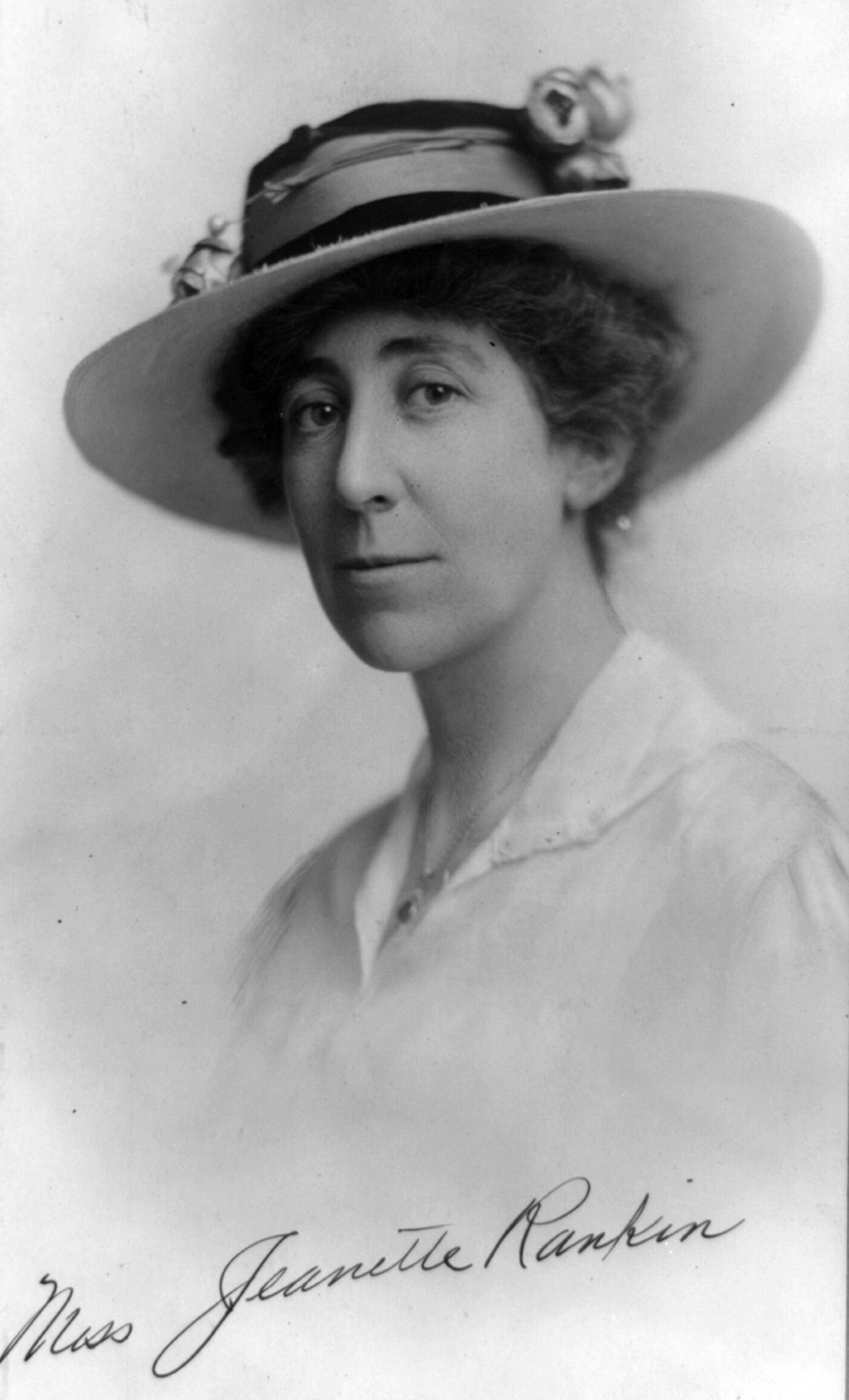
(1. August 1916)

Jeannette Pickering Rankin (* 11. Juni 1880 im Missoula County, Montana-Territorium; † 18. Mai 1973 in Carmel, Kalifornien) war eine US-amerikanische Politikerin, Frauenrechtlerin und Friedensaktivistin. Sie war die erste Frau, die in den Kongress der Vereinigten Staaten und dort ins US-Repräsentantenhaus gewählt wurde.

## Biografie

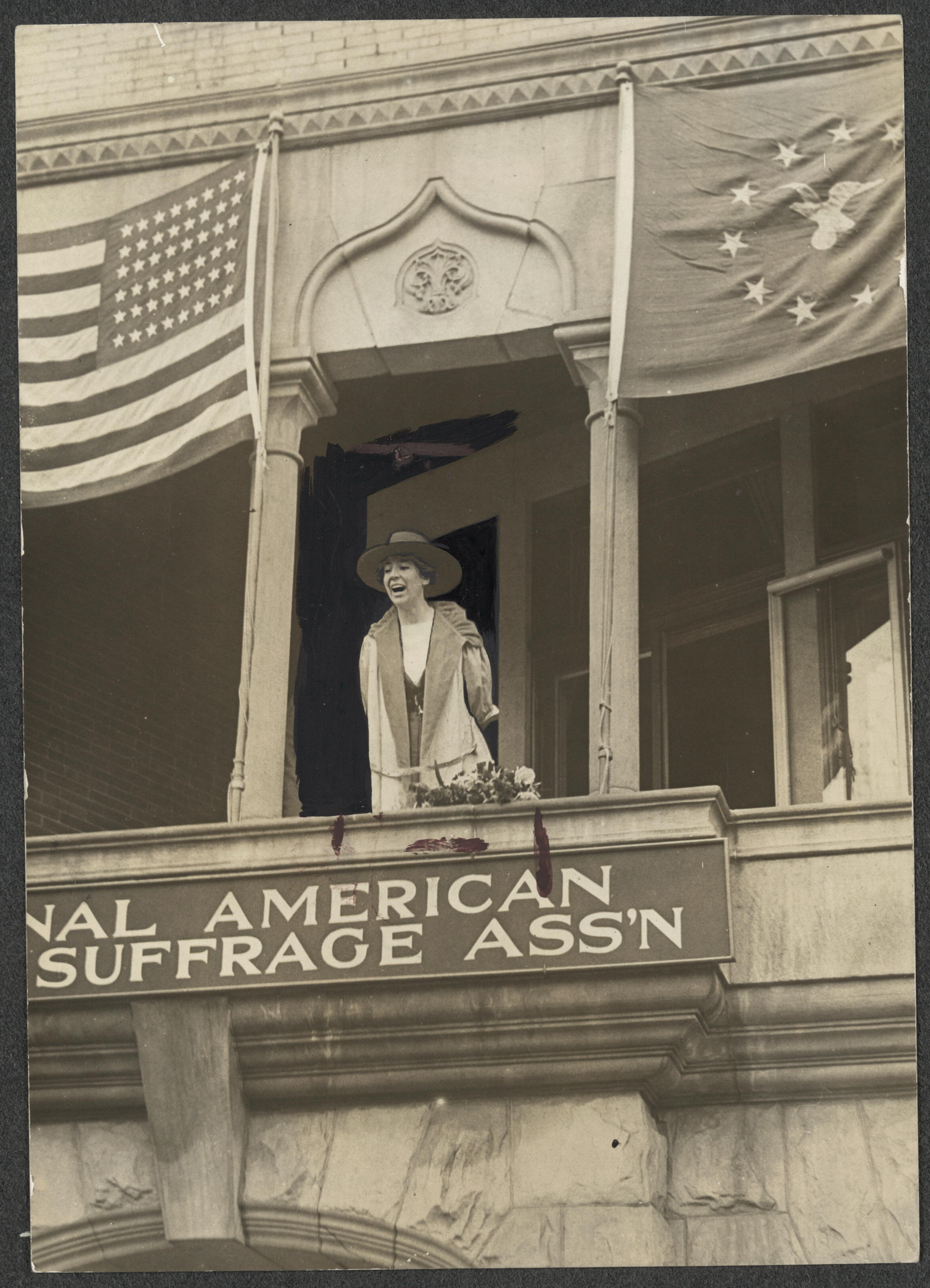
Auf dem Balkon der National American Woman Suffrage Association
(2. April 1917)

Jeannette Rankin wurde als Tochter des Viehzüchters John Rankin und der Schullehrerin Olive Pickering Rankin geboren. Sie war das älteste von sieben Kindern. Nach dem Studium der Biologie an der University of Montana mit Abschluss zog sie 1908 nach New York City, wo sie als Sozialarbeiterin tätig war. Später zog sie nach Seattle im Bundesstaat Washington und schrieb sich an der University of Washington ein, wo sie sich der Frauenrechtsbewegung anschloss. Sie spielte eine wichtige Rolle für die Gleichberechtigung und im Kampf für das Recht der Frauen, in Montana wählen zu dürfen, was am 7. November 1914 verwirklicht wurde.
1916 wurde sie als republikanische Abgeordnete für Montana ins US-Repräsentantenhaus gewählt und nahm ihren Sitz am 4. März 1917 ein. Als Republikanerin und Pazifistin stimmte sie mit anderen 56 Abgeordneten gegen den Kriegseintritt gegen Deutschland im Ersten Weltkrieg. 1918 führte sie einen erfolglosen Wahlkampf für einen Sitz im US-Senat.
1924 kaufte sich Rankin einen kleinen Bauernhof in Georgia, wo sie ein einfaches Leben ohne Wasser- und Stromanschluss lebte. Es war ihr Rückzugsort und Standbein zwischen den vielen Vortragsreisen in den 1920er und 1930er Jahren und ihrer Mitwirkung bei den Kampagnen verschiedener Organisationen, unter anderem der American Civil Liberties Union, dem National Council for the Prevention of War und der Women’s International League for Peace and Freedom, sowie der Mitarbeit in deren Nationalbüros in Washington, D.C. Sie wurde als „das Gewissen Amerikas“ bekannt.
1940 wurde Rankin wieder in den Kongress gewählt. Nach dem Angriff auf Pearl Harbor stimmte sie als einzige Abgeordnete gegen die Kriegserklärung an Japan mit den Worten: „Als Frau kann ich nicht in den Krieg ziehen und lehne es ab, irgendjemand anderen dorthin zu schicken.“ Nach ihrem Votum gegen den Kriegseintritt schrieb eine Zeitung in Kansas: „Wenn man in hundert Jahren Courage, pure Courage in diesem Land feiern sollte, wird man den Namen von Jeannette Rankin in der Bronze eines Monumentes schreiben.“ Ein solches Bronzemonument steht heute im Statuensaal des Kapitols in Washington, ein anderes im Kapitol des Staates Montana in dessen Hauptstadt Helena.
Sie kandidierte nicht mehr für die Wiederwahl zum Kongress. In ihrem späteren Leben reiste sie mehrmals nach Indien und traf gleichgesinnte Pazifisten wie Mahatma Gandhi. Ihr Engagement galt stets der Friedens- und Bürgerrechtspolitik von Gandhi, Martin Luther King und anderen.
1968 führte sie mit mehr als 5000 Frauen die sogenannte „The Jeannette Rankin Brigade“ an, die am Kapitol gegen den Vietnamkrieg demonstrierte.